# State Library of Queensland

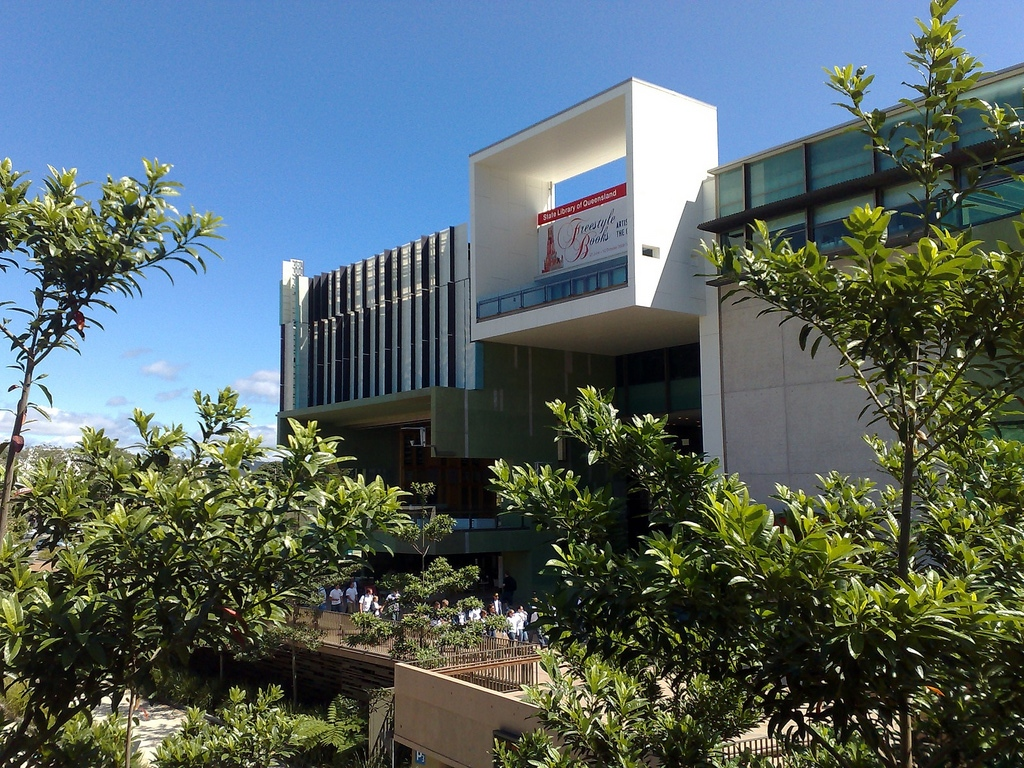
La bibliothèque State Library of Queensland.

La State Library of Queensland est une grande bibliothèque publique construite par le gouvernement, pour les habitants de l'État du Queensland, en Australie. La bibliothèque contient un nombre significatif de documentations sur l'héritage du Queensland, une collection de recherche, une référence majeure et est en partenariat avec d'autres bibliothèques de l'État du Queensland. La bibliothèque est située au Kurilpa Point, dans le Queensland Cultural Centre sur le Brisbane à South Bank.

## Histoire
- En 1896, le gouvernement de la Colonie de Queensland fonde la Brisbane Public Library, qui est renommée la Public Library of Queensland en 1998[1]. Elle est ouverte au public en 1902[1].

- En 1934, la Oxley Memorial Library (maintenant John Oxley Library)[2] , nommée en l’honneur de l’explorateur John Oxley, ouvre ses portes comme centre de recherche et d’études en lien avec le Queensland. Le Libraries Act de 1943 mandate le Library Board of Queensland pour gérer la bibliothèque[3].

- En mars 1947, James L. Stapleton est nommé State Librarian[4],[5], et il préconise l’ajout d’un nouveau bâtiment à la bibliothèque, ainsi que la gratuité de ses services[6]. Il est suivi comme State Librarian par Sydney Lawrence (Lawrie) Ryan de 1970 à 1988, Des Stephens de 1988 à 2001, Lea Giles-Peters (première femme dans cette position) de 2001-2011, Janette Wright de 2012 à 2015, et Vicki McDonald, depuis 2016[1].

- En 1971, le nom de la bibliothèque change de nouveau, pour State Library of Queensland[1].

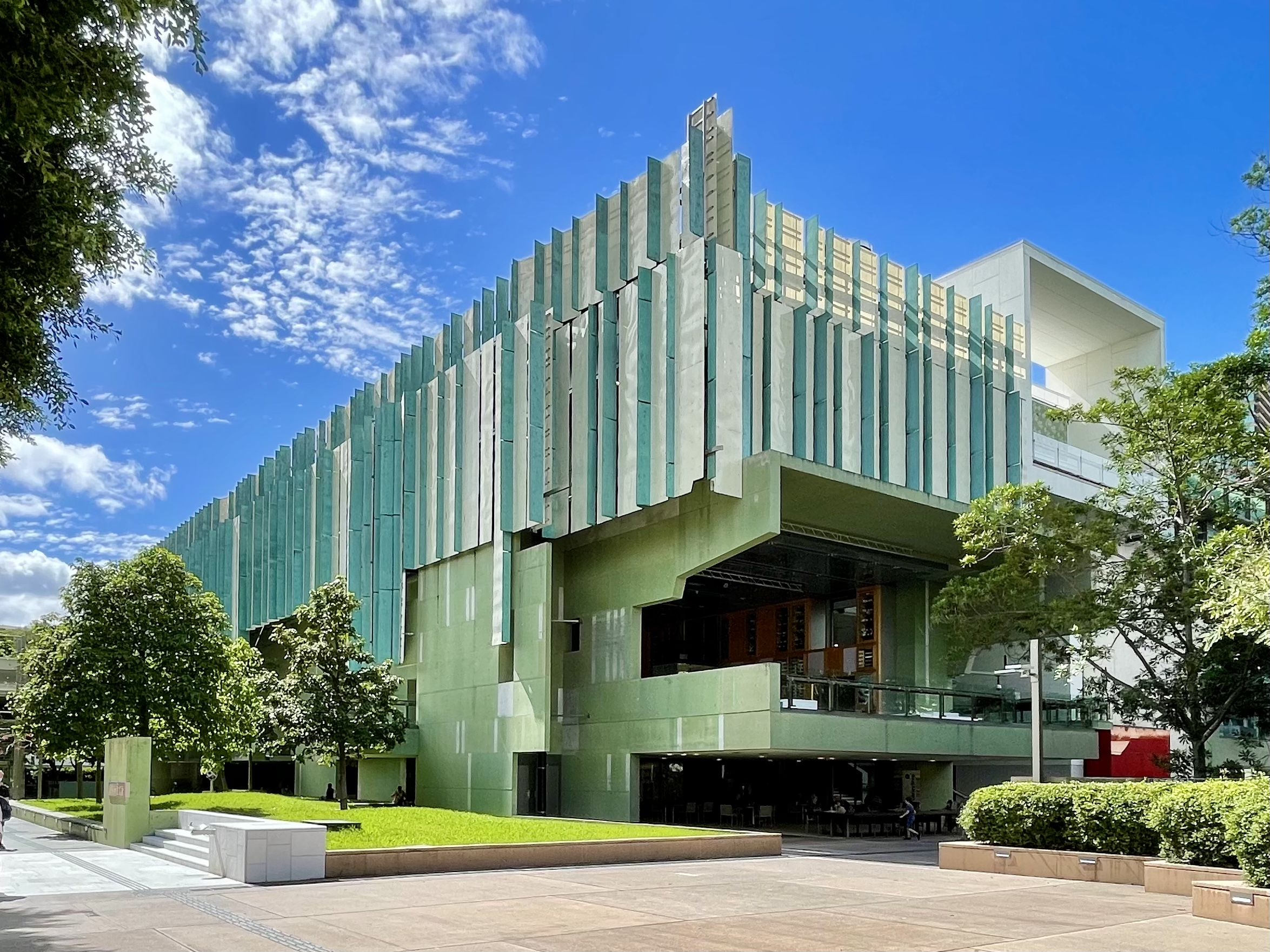
Vue extérieure de la State Library of Queensland

- Vue extérieure de la State Library of Queensland En 1995, la bibliothèque lance son site web[1].

- En 2003, la State Library se donne le mandat d’établir des Indigenous Knowledge Centres (IKCs) dans les régions de Cape York et Torres Strait[7].

- Au début de 2011, la bibliothèque a fait don de 50 000 images à Wikimedia Commons[8].

- En 2015, une initiative du gouvernement de Queensland gérée par la State Library of Queensland en partenariat avec le gouvernement local nommée First 5 Forever débute. Elle favorise l’apprentissage intellectuel par le jeu pour des enfants de 0 à 5 ans[9].

## Indigenous Knoweldge Centres

### Contexte de création
En 1994, le conseil des bibliothèques du Queensland s'est donné comme objectif d'offrir des services bibliothécaires à tous les habitants de l'État, y compris la population autochtone. L'idée derrière ce projet était de réparer les liens entre les différents peuples autochtones du Queensland et du détroit de Torrès. En 2002, les Services bibliothécaires indigènes sont lancés. L'un des objectifs de cette initiative est l'établissement des IKCs (Indigenous Knowledge Centres) pour préserver l'histoire et la culture des autochtones de la région ainsi que pour la mettre en valeur au sein de la bibliothèque. On retrouve des IKCs principalement sur la péninsule du Cap York et dans les îles du détroit. Ces centres contribuent au développement de la littératie, de la culture numérique et des collections matérielles autochtones, entre autres choses.

### Les IKCs et les communautés autochtones
Avec les IKCs, la State Library of Queensland redonne aux communautés autochtones le pouvoir de transmettre et de préserver leur histoire et leur culture. En fournissant les ressources bibliothécaires et en engageant des gens des communautés, ces centres deviennent de grands vecteurs de culture et d'éducation. En plus de maintenir en vie des traditions orales et des créations artistiques, les IKCs peuvent rendre accessibles certaines ressources informatiques. Par exemple, l'un des centres de la communauté Wujal Wujal offre à moindre coût un accès à internet à ses visiteurs et offre des formations sur la culture numérique.